# Azuara
Azuara é um município da Espanha na província de Saragoça, comunidade autónoma de Aragão. Tem 165,8 km² de área e em 2021 tinha 544 habitantes (densidade: 3,3 hab./km²).

## Demografia
| Variação demográfica do município entre 1991 e 2004 | Variação demográfica do município entre 1991 e 2004 | Variação demográfica do município entre 1991 e 2004 | Variação demográfica do município entre 1991 e 2004 |
| --------------------------------------------------- | --------------------------------------------------- | --------------------------------------------------- | --------------------------------------------------- |
| 1991                                                | 1996                                                | 2001                                                | 2004                                                |
| 830                                                 | 759                                                 | 667                                                 | 665                                                 |